# Joseph Wengert
Joseph Wengert (* 18. Februar 1835 in Ellwangen; † 29. August 1896 in Dirgenheim) war ein katholischer Geistlicher, Redakteur und Mitglied des Deutschen Reichstags.

## Leben
Wengert besuchte das Gymnasium in Ellwangen und machte seine Universitätsstudien von 1853 bis 1857 in Tübingen. 1858 ordinierte er und ab 1866 war er Pfarrer in Dirgenheim. Von 1873 bis 1891 war er Redakteur der Zeitung Der Ipf und des Katholischen Wochenblatts aus Bopfingen.
Ab 1893 war er Mitglied des Deutschen Reichstags für den Wahlkreis Württemberg 13 (Aalen, Gaildorf, Neresheim, Ellwangen) und die Deutsche Zentrumspartei. Das Mandat erlosch mit seinem Tode.